# Austin Rover Group
Austin Rover Group (zkráceně ARG) byl britský výrobce motorových vozidel. Společnost vznikla v roce 1981 jako dceřiná společnost masového výrobce vozidel British Leyland (BL). Toto rozdělení výrobní společnosti bylo výsledkem komplexního programu restrukturalizace určené k záchraně BL od téměř jistého bankrotu. Výroba v továrnách byla primárně zaměřena na značky Austin a Rover. Ostatní značky patřící koncernu BL, jako byly Triumph, Morris, Riley a Wolseley, postupně zanikly. Značky Morris a Triumph sice krátce během fungování ARG pokračovaly, ale v roce 1984 byly obě již definitivně staženy z trhu. Tím bylo dosaženo větší efektivity výroby a štíhlejšího portfolia výrobků, které pak byly na trhu s automobily konkurenceschopnější.
V roce 1989 ARG přijala jméno své mateřské společnosti Rover Group a od toho okamžiku byly tyto dva subjekty obecně považovány za jedno a totéž, i když i nadále byl každý subjekt právně samostatný. Rover Group plc byl holding, který vlastnil mimo jiné i společnost Land Rover. Divize Unipart zajišťující logistiku a náhradní díly pro trh a výrobce nákladních automobilů a autobusů Leyland Trucks byly v letech 1986-87 odprodány společnostem DAF a Volvo. Po nezdařeném pokusu zbavit se divize Land Rover prodejem americkému General Motors v roce 1988 byla celá Rover Group odprodána britskou vládou společnosti British Aerospace. Vytvořená dceřiná společnost Austin Rover Group Ltd byla poté přejmenována na Rover Group Ltd.